# I Am a Tree
I Am a Tree è un brano musicale dei Guided by Voices pubblicato nel 1997 negli Stati Uniti d'America dalla Matador Records prima come singolo a 45 giri e in CD, e poi all'interno dell'album Mag Earwhig!. Venne scritto e composto da Doug Gillard e rappresenta uno dei pochi brani non opera di Robert Pollard dell'intera discografia del gruppo.

## Tracce singolo

### Vinile 7"
Lato A
1. I Am a Tree – 4:41 (Doug Gillard)

Lato B
1. (I'll Name You) The Flame that Cries – 3:20 (Robert Pollard)
2. The Ascended Master's Grogshop – 0:54 (Robert Pollard; Tobin Sprout)

### CD
1. I Am a Tree – 4:41 (Doug Gillard)
2. Do They Teach You the Chase? – 1:14 (Robert Pollard)
3. (I'll Name You) The Flame that Cries – 3:20 (Robert Pollard)
4. The Ascended Master's Grogshop – 0:54 (Robert Pollard, Tobin Sprout)